# Inyo destructor
Inyo destructor är en tvåvingeart som beskrevs av Hall och Neal L. Evenhuis 1987. Inyo destructor ingår i släktet Inyo och familjen svävflugor.
Artens utbredningsområde är Kalifornien. Inga underarter finns listade i Catalogue of Life.